# USA Hockey
USA Hockey kontrollerar den organiserade amatör-ishockeyn i USA och är medlem av IIHF. Förbundet bildades 16 mars 1920 i Duquesne Gardens i Pittsburgh, Pennsylvania, och har sin bas i Colorado Springs, Colorado, och antalet registrerade spelare är nästan 600 000.
De bedriver talangutveckling via sitt ungdomsprogram, USA Hockey National Team Development Program, som etablerades 1996 i Ann Arbor, Michigan. Programmet ligger dock idag i Plymouth Township i Michigan efter att förbundet förvärvade inomhusarenan Compuware Arena (idag USA Hockey Arena).

### Fotnoter
1. ↑  ”United States”. International Ice Hockey Federation. http://www.iihf.com/iihf-home/countries/united-states.html. Läst 9 april 2012.
2. ↑  ”Arkiverade kopian”. Arkiverad från originalet den 24 maj 2012. https://web.archive.org/web/20120524063805/http://pittsburghhockey.net/old-site/Common/1920-Olympic/1920-Olympic.html. Läst 8 april 2012.
3. ↑  ”National Team Development Program”. USAHockey.com. http://olympics.usahockey.com/page/show/1105249-national-team-development-program.
4. ↑  Sipple, George. ”USA Hockey moves development program to Plymouth”. Freep.com. http://www.freep.com/story/sports/high-school/2015/09/06/usa-hockey-plymouth/71804750/.